# Shiroyama Hachiman-gū
Le Shiroyama Hachiman-gū (城山八幡宮), aussi connu comme le Shiroyama Hakusan, est un sanctuaire shinto situé dans l'arrondissement de Chikusa à Nagoya au centre du Japon.

## Histoire
Le sanctuaire se trouve sur l'emplacement du château de Suemori, en ruines, qui remonte lui-même au XVIe siècle. Le sanctuaire accueille des festivals nocturnes (matsuri) en juillet et octobre, avec de la musique musique traditionnelle japonaise et des spectacles de danse.
Sa particularité est un « arbre marital » sacré dont le tronc — divisé en deux parties — s'est de nouveau réuni à une date ultérieure. Cet arbre est vénéré comme un symbole de mariage heureux et de rétablissement des relations.

## Source de la traduction
- (en) Cet article est partiellement ou en totalité issu de l’article de Wikipédia en anglais intitulé « Shiroyama Hachiman-gū » (voir la liste des auteurs).